# Чулков, Джемс Константинович
Джемс Константинович Чулков (28 февраля 1931 года, с. Берёзовый рядок (по другой версии с. Хотилово) Бологовского района Калининской области — 7 февраля 1981 года, Санкт-Петербург) — советский контр-адмирал.

## Биография

### Ранние годы
Родился в семье ветеринара, который работал фельдшером, и домохозяйки в небольшом селе в Калининской (теперь Тверская) области РСФСР. Окончил семь классов школы.

### Образование
В 1949 году окончил Ленинградское военно-морское подготовительное училище, после которого поступил в Первое Балтийское высшее военно-морское училище, окончил его в 1953 году. Затем в 1962 окончил с отличием Ленинградский кораблестроительный институт. Специальность — «Судовые силовые установки». В 1978—1979 годах прошёл курсы командиров эскадр дивизий и бригад при Военно-морской академии им. А. А. Гречко.

### Карьера
Служил на Северном, Балтийском и Тихоокеанском (с 1979 года до своей гибели) флотах. Службу начал в ноябре 1953 года на Балтийском флоте командиром башни корабля «Отчётливый» проекта 30-бис. Затем служил на кораблях «Ожесточённый», «Опасный», «Охраняющий», помощником командира большого ракетного корабля «Зоркий», старшим помощником судна «Светлый», старшим помощником, а с августа 1967 года и командиром большого противолодочного корабля «Образцовый».
- 1969—1970 годы — начальник штаба 118-й бригады кораблей ОВР Лиепайской военно-морской базы.
- 1970—1972 годы — начальник штаба 128-й бригады ракетных кораблей Балтийского флота.
- 1972—1974 годы — командир 64-й бригады кораблей Балтийского флота.
- 1974—1978 годы — командир 2-й дивизии противолодочных кораблей на Северном флоте. Контр-адмирал (февраль 1976 года).
- 1979—1981 годы — командир 10-й оперативной эскадры кораблей ВМФ (10-я ОпЭск).

### Гибель
7 февраля 1981 года погиб вместе с группой высших офицеров Тихоокеанского флота в результате авиакатастрофы самолёта Ту-104 при взлете с аэродрома Пушкин (в то время в Ленинградской области, ныне в черте города федерального значения Санкт-Петербурга). Похоронен в Санкт-Петербурге на Серафимовском кладбище.

## Награды
- Орден «Красной звезды»
- Орден «За службу Родине в ВС» III степени
- медали (11)

## Память
В городе Североморске Мурманской области имеется мемориальная табличка на доме, где Джемс Чулков прожил несколько лет во время службы там. В городе Фокино Приморского края в 2007 году имя Чулкова присвоено строящейся улице.